# Hugo Winternitz
Hugo Winternitz (* 30. Juli 1868 in Neveklau, Böhmen in Österreich-Ungarn; † 14. September 1934 in Halle an der Saale) war ein deutscher Mediziner österreichischer Herkunft.

## Familie
Seine Großeltern waren der Fleischhauer Markus und Eva Winternitz im böhmischen Deschna. Sein Onkel Adolf war Wurstselcher in Linz. 
Sein Vater, Leopold Winternitz (etwa 1833–1911) arbeitete als Arzt in Jungwoschitz und heiratete 1862 in Tábor die Kaufmannstochter Emma (Eva) Eichberg. Zu Hugos sechs Brüdern zählten Walther (* 1865) und Max (* 1870). Leopold arbeitete ab etwa 1871 in Linz und war 1890–1895 ärztlicher Leiter der Wasserheilanstalt Riesenhof in Linz-Urfahr. Leopold war unter Pseudonym auch schriftstellerisch tätig.

## Leben
Hugo Winternitz legte die Matura am Akademischen Gymnasium in Linz im Jahr 1888 ab und studierte Medizin in Prag, Wien, Straßburg (1890), wo er die Chemie von Milch und von Protein in Urin und Tryptophan erforschte, und wieder Wien, wo er 1894 promoviert wurde. Der Internist Winternitz trat 1889 in Wien wie bereits seine Eltern vom jüdischen zum römisch-katholischen Glauben über.
Er war von 1894 bis 1895 Assistent von Felix Hoppe-Seyler am physiologisch-chemischen Institut der Universität Straßburg, von 1895 bis 1897 Assistent am Hygienischen Institut der Universität Berlin und von 1897 bis 1900 Assistent Josef von Merings an der Medizinischen Universitätspoliklinik Halle. Wissenschaftlich war er auf den Gebieten der Hydrotherapie und der physiologischen Therapie tätig. Seit 1897 bezog er von Merck ein zusätzliches Salär von durchschnittlich 8000 Mark für seine pharmazeutische Forschung. Er war der Erfinder des Jodipins, einer Mischung von Sesamöl und 10 % Jod, sowie eines wohlschmeckenden pulverförmigen Rhizinuspräparates. 1899 wurde ihm aufgrund seiner wissenschaftlichen Leistungen als Assistent von Professor von Mehring ohne Ablegen der Staatsprüfung die Erlaubnis zur Ausübung der ärztlichen Praxis im Deutschen Reich erteilt. Er veröffentlichte viele Abhandlungen über physiologische Chemie, vor allem über den Lipidmetabolismus.
Wegen seiner katholischen Konfession wurde er erst 1904 Oberarzt und Leiter der Inneren Abteilung des Elisabeth-Krankenhauses Halle. 1908 ernannte man ihn zum Titularprofessor. Während des Ersten Weltkrieges war er als beratender Facharzt des IV. Armeekorps tätig und wurde 1916 mit dem Eisernen Kreuz II. Klasse ausgezeichnet. 1919 wurde er zum Honorarprofessor ernannt. 1925 wurde er zum Mitglied der Leopoldina gewählt.
Da seine Großeltern, die er bei seiner Bewerbung nicht angegeben hatte, jüdisch waren, galten seine Kinder als Halbjuden und waren deshalb antijüdischen Repressalien ausgesetzt.

## Schriften
- 1902: Über die Wirkung verschiedener Bäder (Sandbäder, Solbäder, Kohlensäurebäder usw.) insbesondere auf den Gaswechsel: Habilitationsschrift, Lippert, 33 S.
- 1902: Über die Krankenhausbehandlung der Lungentuberkulose, in: Deutsche Ärztezeitung,I, Berlin, 5 S.[14]
- 1909: Diagnostik der Krankheiten des Urogenitaltraktus, Gustav Fischer Verlag, 98 S.